# Clypeobarbus schoutedeni
Clypeobarbus schoutedeni е вид лъчеперка от семейство Шаранови (Cyprinidae).

## Разпространение
Видът е разпространен в Демократична република Конго.